# Štegna vas
Štegna vas (nemško Stegendorf) je naselje v Občini Gospa Sveta v Okraju Celovec-dežela na Koroškem v Avstriji.